# Clio Goldsmith
Clio Goldsmith, verheiratete Clio Shand, (* 16. Juni 1957 in Paris) ist eine ehemalige französische Schauspielerin.

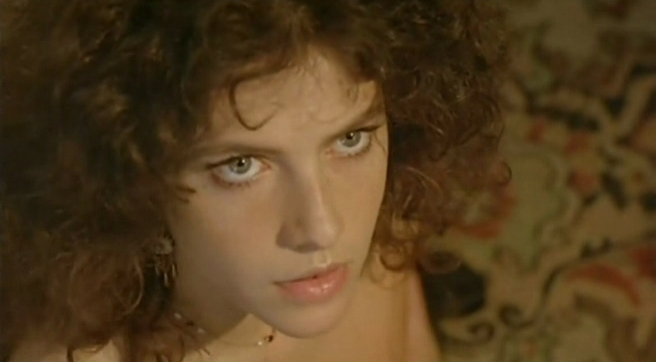
Clio Goldsmith (1981)

## Biografie
Clio Goldsmith entstammt der alten deutsch-jüdischen Familie Goldschmidt aus Frankfurt am Main. Sie ist die Tochter des anglofranzösischen Ökologen Edward Goldsmith (1928–2009) und eine Nichte des Milliardärs Sir James Goldsmith (1933–1997). Clio Goldsmith begann ihre Kinokarriere 1980 mit einer kleinen Rolle als Prostituierte Clemence in Mauro Bologninis Verfilmung des Romans Die Kameliendame mit Isabelle Huppert; in dem italienischen Film La cicala von Regisseur Alberto Lattuada spielte sie an der Seite von Virna Lisi und Anthony Franciosa ebenfalls eine Prostituierte. Auch ihre weiteren Leinwandrollen waren meist freizügiger Natur, so in dem Softsex-Film Honigmund oder als Femme fatale und Verführerin von Patrick Dewaere in 
Plein sud (beide 1981).
International bekannt wurde Clio Goldsmith 1982 in der Titelrolle der von Michel Lang inszenierten und von ihrem Cousin Gilbert de Goldschmidt produzierten Komödie Ein pikantes Geschenk, mit Pierre Mondy und Claudia Cardinale, in dem sie wiederum als Prostituierte auftrat. Danach spielte sie nur noch wenige Rollen und zog sich Mitte der 1980er-Jahre ins Privatleben zurück.
Von 1982 bis zur Scheidung 1985 war sie mit dem italienischen Industriellen Carlo Alessandro Puri Negri (* 1952), einem Erben des Pirelli-Konzerns, verheiratet. Mit ihm hat sie eine Tochter. Von 1990 bis zu seinem Tod war sie die Ehefrau des britischen Autors Mark Shand (1951–2014), des Bruders von Camilla, Herzogin von Cornwall, mit dem sie ebenfalls eine Tochter hat. Clio Goldsmith ist eine Cousine ersten Grades von Jemima Khan.

## Filmografie
- 1980: La cicala
- 1980: Die Kameliendame (La Dame aux camélias)
- 1981: Honigmund (Miele di donna)
- 1981: Plein sud
- 1981: La caduta degli angeli ribelli
- 1982: La donna giusta
- 1982: Der Superboß (Le grand pardon)
- 1982: Ein pikantes Geschenk (Le cadeau)
- 1984: Funkelnde Liebe (L’Étincelle)
- 1984: ... und das Leben geht weiter (...e la vita continua) (TV)